# 聚智堂集資詐騙案
北京聚智堂卷款潜逃案發生於2016年5月份中華人民共和國北京市。聚智堂是楊志創立於1999年的大型連鎖補習班，以補習升學高考為主力業務，曾多年多次獲得新京報媒體評選的教育机构年度贡献奖，全國各省分店高達數十家。
2015年起聚智堂開始非法吸收公眾存款，其方式較為隱蔽，家長必須參加「感恩套餐」活動，只要存入鉅額款項，諸多名師一對一課輔、高價的出國夏令營、一般課程等都可以免費贈送。而一年後本金將全部歸還，推銷員並說明聚智堂是拿客戶存款的利息支付這些贈送服務，而服務的價值明顯高於同期銀行利息，約達年利率15%。等於聚智堂實質開設銀行吸收存款，保證給利，保證償還本金，已經觸犯中華人民共和國刑法的非法吸收公眾存款罪。有客戶一次存入百萬人民幣以上，吸金總額據推估達幾十億人民幣。
2016年5月16日多位家長收到聚智堂老師私下通知說公司出事，要加緊關注查看，大批家長趕往北京總公司後發現全部分校已經停業，員工說負責人楊志已經捲款潛逃出境。
數日後北京青年報記者電話採訪到楊志，其自稱在美國辦事並非逃亡，且四月份已經將公司全部轉手，已經不是董事長也與公司無關，此次聚智堂事件是仇人散佈恐慌消息導致家長擠兌，資金連鎖崩潰。其之後表明公司很多固定資產可以變賣，他作為創始人願意義務出面清算公司，之後還錢給家長。然而楊志至今失聯也未到案。

## 类似案件
- 亞力山大健康休閒俱樂部詐欺案